# Reduplicatie
Reduplicatie is in de taalkunde een morfofonologisch proces waarbij de stam van een woord of een deel daarvan wordt herhaald. Reduplicatie komt in bijna alle talen voor, maar de mate van productiviteit van dit verschijnsel varieert sterk.
Reduplicatie kan zowel segmenten betreffen (een of enkele klinkers of medeklinkers) als prosodische eenheden (lettergrepen en mora's). Het geredupliceerde element wordt de "reduplicant" (afgekort tot red of R) genoemd.

## Functie
Reduplicatie dient in de eerste plaats voor het uitdrukken van uiteenlopende grammaticale functies. Daarnaast kan het verschijnsel met andere taalinherente zaken te maken hebben, zoals afleiding en iconiciteit.
Het verschijnsel maakt daarnaast onderdeel uit van het algemene proces van taalverwerving. Geluiden als nanana, dadada en didididi worden standaard geproduceerd door zuigelingen van tussen een half jaar en een jaar oud (deze voortalige fase wordt ook wel "canoniek babbelen" genoemd). Het feit dat de elementaire woorden papa en mama in heel veel talen uit verschillende taalfamilies qua vorm op elkaar lijken hangt hier waarschijnlijk mee samen.

## Volledige en gedeeltelijke reduplicatie
Bij volledige reduplicatie wordt het hele woord of morfeem herhaald, zoals in het Kham, Halkomelem en Sranantongo: in deze taal betekent esi-esi zeer snel (lett.: snel-snel; door elisie wordt daarvan es'esi gemaakt). Bij gedeeltelijke reduplicatie wordt alleen een deel herhaald (bijvoorbeeld in het Marshallees en Lakota). In dit laatste geval kan de reduplicatie aan het begin, in het midden of aan het einde van het woord plaatsvinden, en doet het geredupliceerde element dienst als een soort affix. Vaak ook komen volledige en gedeeltelijke reduplicaties van hetzelfde woord naast elkaar voor, meestal met verschil in betekenis, zoals in het voorbeeld hieronder uit het Motu:
| Basiswerkwoord  | Volledige reduplicatie            | Gedeeltelijke reduplicatie   |
| --------------- | --------------------------------- | ---------------------------- |
| mahuta "slapen" | mahutamahuta "voortdurend slapen" | mamahuta "slapen (meervoud)" |
|                 | (mahuta-mahuta)                   | (ma-mahuta)                  |

## Triplicatie
Wanneer het betreffende element geen een maar twee keer wordt herhaald, spreekt men niet van reduplicatie maar van triplicatie. Het Pingelapees, Ewe, Twi, Mokilees, en Zuidelijk Min zijn voorbeelden van talen die zowel reduplicatie als triplicatie kennen. Het volgende voorbeeld (uit het Pingelapees) toont reduplicatie en triplicatie van hetzelfde basiswoord, met steeds een andere betekenis:
| Basiswerkwoord  | Reduplicatie        | Triplicatie                       |
| --------------- | ------------------- | --------------------------------- |
| [kɔul] "zingen" | [kɔukɔul] "zingend" | [kɔukɔukɔul] "nog steeds zingend" |
| [mejr] "slapen" | [mejmejr] "slapend" | [mejmejmejr] "nog steeds slapend" |

(Rehg 1981)

## Andere fonologische processen
Reduplicatie kan gepaard gaan met andere (morfo)fonologische processen, zoals deletie, geminatie en affixatie. In het Tz'utujil wordt een zogeheten duplifix met de betekenis "-ig/-achtig" gevormd door de eerste medeklinker van de stam te herhalen en vervolgens het suffix [oχ] toe te voegen:
- [kaq] "rood" → [kaqkoχ] "roodachtig"  [(kaq-k-oχ)]
- [q’an] "geel" → [q’anq’oχ] "geelachtig"  [(q’an-q’-oχ)]
- [jaʔ] "water" → [jaʔjoχ] "waterig"  [(jaʔ-j-oχ)]   (Dayley 1985)

In het onderstaande voorbeeld uit het Tohono O'odham gaat reduplicatie van de eerste lettergreep gepaard met geminatie van de eerste medeklinker:
- [nowiu] "os" → [nonnowiu] "ossen"  (no-n-nowiu)
- [hódai] "rots" → [hohhodai] "rotsen"  (ho-h-hodai)
- [kow] "opgraven" → [kokkow] "opgraven" (repetitief)  (ko-k-kow)
- [gɨw] "raken" → [gɨggɨw] "raken (repetitief)"  [(gɨ-g-gɨw)]   (Haugen forthcoming)

## Reduplicatie in verschillende taalfamilies

#### Indo-Europese talen
In het Proto-Indo-Europees werd door middel van gedeeltelijke reduplicatie de perfectieve vorm van werkwoorden gevormd. Met name in het Oudgrieks is dit nog goed te zien: lýō ‘ik maak los’ → lélyka ‘ik heb losgemaakt’. De Proto-Indo-Europese geredupliceerde vorm *kʷé-kʷl-os ‘wiel’ (vgl. Litouws kãklas ‘hals’ en Oudgrieks kýklos ‘ring, wiel’) ontstond uit de basisvorm *kʷel-o-, waaruit Oudpruisisch kelan ‘wiel’ en Welsh pel ‘kogel, bal’.
Het Latijn vertoont in enkele, maar veel voorkomende woorden reduplicatie om de perfectumstam te vormen; invloed vanuit het Grieks is hier duidelijk. Als voorbeeld: dare ‘geven’, cadere ‘vallen’, ‘dalen’, caedere ‘houwen’, ‘hakken’, currere ‘hardlopen’, mordēre ‘bijten’, ‘knagen’, parĕre ‘voortbrengen’, ‘moeder worden’, pellere ‘duwen, stoten’, pendĕre ‘wegen’, pendēre ‘hangen, zweven’, stare ‘staan’, tangere ‘aanraken’ en tendere ‘spannen’, ‘richten’.

Zij hebben als perfectum dedi, cecǐdi, cecīdi, cucurri, momordi, pepĕri, pepŭli, pependi (bis), steti, tetǐgi en tetendi.

Merkwaardig is de vorming van sistere, perfectum steti, ‘doen staan’, ‘stellen’. Het dupliceert de oerwortel -ST- in de ene stamtijd met een s-klank ervoor, in de andere tijd met een t-klank erna, terwijl de vele samenstellingen internationaal aanleiding hebben gegeven tot eindeloze reeksen leenwoorden met -sist-: assisteren, consistent, ex(s)istentie, insisteren, persistentie, resistent, subsistentie.
In het Nederlands komt volledige of gedeeltelijke reduplicatie vooral voor bij leenwoorden zoals bonbon en couscous (een woord dat via het Frans ontleend is aan een Berbertaal), onomatopeeën (tamtam, bim-bam, koekoek, zigzag) en in een enkele slogan (Eerst bla-bla, dan boem-boem). Slechts een enkele keer wordt het procedé ook toegepast op inheems Nederlandse woorden: Blauw Blauw, taaitaai, samsam doen, mikmak, nounou!, kris-kras, zo-zo. In meerlettergrepige combinaties, met tussenklank: wielewaal, wissewasje, miezemuizen, flierefluiter.
In het Afrikaans wordt met behulp van reduplicatie of triplicatie extra nadruk gelegd: krap-krap-krap ‘zichzelf hevig krabben’.
In het Engels is reduplicatie niet erg productief en komt vooral voor in versteende vormen.
- Het Engels kent gedeeltelijke reduplicatie als een vorm van rijm: claptrap, hokey-pokey, honey-bunny, honky-tonk, razzle-dazzle, slim jim, super-duper, teenie-weenie, wingding.
- Volledige reduplicatie komt maar bij een paar woorden voor: bye-bye, choo-choo, night-night, no-no, pee-pee, poo-poo.
- Reduplicatie in combinatie met ablaut - met name i/a-wisselingen - komt vaker voor: bric-a-brac, chit-chat, criss-cross, kitty-cat, hip-hop, knick-knack, jibber-jabber, splish-splash, tittle-tattle, zig-zag.
- Het Amerikaans Engels kent daarnaast shm-reduplicatie, een verschijnsel dat via het Jiddisch in het Engels is beland. Ook worden soms nieuwe woorden gevormd door aan woorden van twee lettergrepen waarvan de eerste open is het infix -ma toe te voegen, in combinatie met reduplicatie van de tweede lettergreep: purple → purplemaple.

In het Italiaans zijn met behulp van reduplicatie neologismen als tran-tran, via via (dat ook in het Nederlands is beland) en leccalecca gecreëerd.
In het Frans worden koosnamen gevormd door middel van reduplicatie: Louise → Loulou,  Zinedine Zidane → Zizou.
In het Roemeens zijn door middel van gedeeltelijke reduplicatie vrij veel neologismen gevormd (mormăi, ţurţur, dârdâi). Ook enkele Roemeense standaarduitdrukkingen zijn zo ontstaan (talmeş-balmeş, harcea-parcea, terchea-berchea, ţac-pac, calea-valea, hodoronc-tronc).
In Slavische talen en met name het Russisch wordt door middel van reduplicatie in combinatie met een koppelteken de grondbetekenis van een woord versterkt. Bijvoorbeeld: чуть-чуть, "weinig-weinig" → "erg weinig".
In het Farsi worden door middel van reduplicatie zowel echte neologismen (Čert-o-Pert, "flauwekul"; Čarand-o-Parand, "dieren en vogels"; Āb-o-Tāb (veel detail) als onzinwoorden gevormd (zan-o-man ‘vrouw’, talā-malā ‘juwelen’).
In de meeste Indo-Aryaanse en Dravidische talen wordt reduplicatie gebruikt om een ontkenning extra te benadrukken.
In het Nepalees vindt vooral reduplicatie van zelfstandige naamwoorden plaats. Hierdoor ontstaat een soort hyperonymie. Bijvoorbeeld: khana ‘eten’ → khana sana ‘elke mogelijke maaltijd’.

#### Altaïsche talen
In informeel gesproken Turks kan een woord volledig worden geredupliceerd, waarbij de eerste medeklinker wordt vervangen door m. Het effect is een verbreding van de grondbetekenis:
- tabak, "bord(en)" → tabak mabak, "borden, schalen en nog wat".
- yeşil"groen" → yeşil meşil, "groen of groenachtig".

In het Japans is het verschijnsel reduplicatie niet (meer) productief en beperkt tot enkele zelfstandige naamwoorden. De betekenis is niet die van meervoud, maar een soort uitbreiding van de grondbetekenis:
- 時toki "tijd", tokidoki 時々 "nu en dan, soms, geregeld".

Daarnaast kent het Japans door middel van reduplicatie gevormde klanksymbolen met uiteenlopende functies, bijvoorbeeld die van onomatopee.
In zowel het Japans als de Chinese talen wordt bovendien gebruikgemaakt van het iteratieteken 々 om de reduplicatie aan te geven. In de Chinese talen is het gebruik hiervan beperkt tot de kalligrafie.

#### Afrikaanse talen
In Afrikaanse talen is reduplicatie vooral vaak aan te treffen bij de woordsoort van de ideofonen
In het Nama wordt door middel van volledige reduplicatie de betekenis van een werkwoord versterkt: go, "(be)kijken;", go-go "aandachtig onderzoeken".
Reduplicatie komt ook veel voor in Bantoetalen, met name om nadruk te leggen of werkwoorden een frequentatief karakter te geven:
- Swahili piga "slaan"; pigapiga "herhaaldelijk slaan"
- Luganda okukuba (oku-kuba) "slaan"; okukubaakuba (oku-kuba-kuba) "herhaaldelijk slaan, er op los beuken"
- Chichewa tambalalá "zich de benen strekken" tambalalá-tambalalá "zich de benen meermaals strekken"

Bekende Afrikaanse namen die door reduplicatie zijn gevormd zijn:
- Bafana Bafana
- Chipolopolo
- Eric Djemba-Djemba
- Lualua
- Ngorongoro

#### Chinese talen
Ook de Chinese talen kennen reduplicatie:
- 人 rén, "persoon", 人人 iedereen.

Door middel van reduplicatie van het bijvoeglijk naamwoord worden daarnaast allerlei betekenisnuanceringen aangebracht, zoals extra nadruk of juist een afzwakking van de betekenis of indirecte rede. Wanneer het bijvoeglijk naamwoord uit twee Chinese karakters bestaat, wordt elk afzonderlijk geredupliceerd. Dus het bijvoeglijk naamwoord 漂亮 (piaoliang; "mooi") wordt in de geredupliceerde vorm 漂漂亮亮 (piaopiaoliangliang).

#### Austroaziatische talen
Het Vietnamees kent zogeheten từ láy; dit zijn woorden die worden gevormd door gedeeltelijke reduplicatie met dezelfde betekenisveranderingen als in andere talen, dus bijvoorbeeld versterking of afzwakking van de grondbetekenis.
Voorbeelden van reduplicatie met versterkende betekenis in het Vietnamees zijn:
- đau → đau điếng: "pijn doen" → "vreselijk pijn doen"
- mạnh → mạnh mẽ: "sterk" → "heel sterk"
- rực → rực rỡ: "opflakkerend" → "hevig brandend"

Voorbeelden van reduplicatie met afzwakkende betekenis in het Vietnamees zijn:
- nhẹ → nhè nhẹ: "zacht" → "beetje zacht"
- xinh → xinh xinh: "zeer mooi/bevallig" → "wel leuk/aardig"
- đỏ → đo đỏ: "rood" → "beetje rood"
- xanh → xanh xanh: "blauw/groen" → "beetje blauw/groen"

Daarnaast wordt reduplicatie ook toegepast in de Vietnamese poëzie als stijlfiguur (een soort van alliteratie).
In het Khmer en aanverwante talen kunnen door middel van reduplicatie niet alleen meervouden worden gevormd of nadruk worden gelegd, maar ook worden zo allerlei ingewikkelde gedachten verwoord.
Een typisch verschijnsel bij Austroaziatische talen is reduplicatieve infixatie, waarbij de eindmedeklinker van de hoofdlettergreep wordt geredupliceerd in de vorm een infix die vervolgens in de hoofdlettergreep wordt geplaatst. Een voorbeeld uit het Kensiw, een van de noordelijke Aslitalen, is [plɔɲ] ('zingen'), dat na reduplicatieve infixatie [pɲlɔɲ] ('bezig met zingen') wordt.

#### Austronesische talen
In Malayo-Polynesische talen worden door middel van reduplicatie onder meer meervouden gevormd:
- Maleis rumah "huis", rumah-rumah "huizen".

Een bekend Indonesisch woord dat door reduplicatie is gevormd is gadogado. Voordat in 1972 de spelling van het Maleis en Indonesisch werd hervormd werden deze reduplicaties met het getal 2 aangegeven, dus rumah-rumah werd geschreven als rumah2, orang-orang (mensen) als orang2, enz.
In het Kiribatisch heeft gedeeltelijke reduplicatie een derivatieve betekenis: burae, "haar" → burae~rae, "harig".